# GALZOO島
《GALZOO島》是日本ALICESOFT在2005年12月9日的角色扮演類型成人遊戲。

## 遊戲系統
遊戲有時間日夜流逝的設定，玩家必須在限定7天內捕獲某地區的女魔物，並且利用隊伍中女魔物的能力來通過迷宮內的各種障礙，另外透過轉生來強化女魔物。

## 故事
目前還只是個實習魔物使的被求助知名天才魔物使べスタル・バッチ的キャプテンバニラ誤認是バッチ，並且透過瞬移門強制帶到イカパラダイス。レオ從キャプテンバニラ和クスシ得知イカ男爵將各地的女子魔物集中送到島上品嘗並從中挑選為新娘，女魔物們受到イカ男爵的詛咒而無法離開小島。レオ為了解救女魔物們決定挺身打倒イカ男爵。

## 角色
除了男主角外其他角色都有配音，官方沒有公開聲優。

### 魔物使
人類的戰鬥能力沒有魔物強所以發展出従魔儀式與魔物訂立契約，成為従魔的魔物完全服從魔物使的命令。高等魔物需要靠有才能的魔物使進行従魔，能力不足就算魔物有意願也會従魔失敗。
レオパルド・マーラ
本作男主角，簡稱レオ，知名天才魔物使べスタル・バッチ的弟子。4年前因為人類戰爭而成為戰場孤兒的時候被バッチ帶回收養。抱有世上有很多利用魔物的力量作惡的壞魔物使，所以想為建立魔物與人類和平共存的理想世界的單純想法而努力學習成為優秀的魔物使，但還是能力不足還尚未成功將魔物成為従魔。
エリナ・バッチ
べスタル・バッチ的女兒，也是位優秀魔物使。在接受てんてん的委託來到イカパラダイス準備打倒イカ男爵。認為レオ的能力不足希望他能先自行回到原來世界，雙方各自行動並且彼此競爭捕獲女魔物。

### 女魔物
和重視戰鬥能力而有獨特造型的男魔物不同，女魔物的外貌和女性人類一樣但身上服裝是身體的一部分所以可以再生復原，以卵生方式繁殖後代。部分女魔物對人類反感無法信任甚至是害怕。人類的精液對女魔物是有毒因此不能進行性行為，但還是能透過其他手段進行。在イカパラダイス的女魔物們受到イカ男爵的詛咒而有不死的能力、懷孕時自身變回蛋、離開小島身體會劇烈痛苦的特性。
香草船長（キャプテンバニラ）
喜歡收集寶物和釣魚的海盜，簡稱香草（バニラ）。因為不滿イカ男爵的作為而與藥師聯手反抗，因為不敵女殺し而尋求バッチ打倒イカ男爵。將金槍魚當武器使用也因此和喜歡食材的天天相處不好。
藥師（クスシ）
出生時就掌握各種天然藥草的知識，擅長製作藥劑治療同伴也會製作毒彈攻擊敵人。
きゃんきゃん
天真無邪喜歡找人遊玩，對任何人沒有警戒，不會主動攻擊。
女僕（メイドさん）
喜歡幫助別人，擅長做各種家事，在必要時也會以小刀為武器進行戰鬥。
守宮（やもりん）
擅長武術的格鬥家。
寫生（スケッチ）
擁有能畫出塗鴉獸能力的畫師，會給予塗鴉獸不同名字。
性感騎士（セクシーナイト）
傲人的身材和裸露的裝扮總是吸引男魔物的有色眼光感到反感而一直躲在黑暗處。
サワー
擅長攻擊魔法的魔法少女，經常和名叫にゃごにゃご先生的黑貓一起行動，能乘坐掃把飛行。本作登場的サワー因為突然異變而擁有強大的魔力但因為過去在就讀魔法學校的時候喜歡惡作劇燒掉半間校舍而被校長封印魔力並且無限期停學。有著表裡不一的性格，表面上是柔弱少女，實際上是腹黑女王。只有自己知道イカ男爵體內的秘密，企圖解除身上的封印並且奪取紅色命運獲得力量來征服世界成為帝王。
龜子（カメ子）
在危急的時候身上的龜殼裝甲能夠變形成烏龜形態並且一直維持到最多2年，烏龜形態能以高速旋轉方式進行飛行，另外也有穿著泳裝的水中模式。
コンテ
出生時身體就是靈體，能夠隱形身體，現身時也能夠觸碰對方，也能和幽靈進行對話溝通。害怕消失在黑暗中因此夜晚睡覺時都是開燈。
山之幸（山のサチ）
使用雙斧攻擊，喜歡尋找獵物補食，有很大的食量。只在特定場所棲息的少數稀有女魔物而成為男魔物的尋找目標。過去和海之幸是朋友。
ちょーちん
習慣躲在黑暗中，利用額頭的燈光引誘男性靠近。重視自身安全，不想做戰鬥之類的危險事情。
ねこまたまた
喜歡獨自行動不喜歡群體行動的猫又。在繁殖期的時候會因為性慾增加導致性情大變。
Frozen（フローズン）
在雪地出現的雪女，飼養利用自身的冷氣生出名叫小白（しろちゃん）的白色小狗。
ちゃぷちゃぷ
陰鬱的性格，雖然是穿著泳裝但其實不會游泳。擁有改變水成份的能力，能將水轉換成硫酸進行攻擊。
河童（ズかっぱ）
喜歡喝酒和美少年，夢想品嘗世界各地的美酒。
海之幸（海のサチ）
因為膽小而躲在海底深處而沒有被イカ男爵和エリナ發現。只在棲息在海中的少數稀有女魔物而成為男魔物的尋找目標。過去和山之幸是朋友。
魔法使（まじしゃん）
喜歡讀書認真學習魔法，夢想成為最強的魔法使。
言靈（言霊）
喜歡唱歌但卻是音癡的女學生，隨身會帶音響不時獻唱。歌聲的破壞力能夠作為攻擊也有愛好者喜歡聽。
蛇（へびさん）
喜歡戲弄比自己弱的對手並且要求成為僕人，在必要時會殘忍的要求僕人犧牲自己生命。
とっこーちゃん
習慣使用薙刀光明正大戰鬥的巫女，重視貞操觀念保守的大和撫子。
サルファ
擅長在黑夜中使用刀劍暗殺敵人的阿薩辛。因為是喜歡巨乳的同性戀也因此盯上性感騎士。
はりまおー
使用針灸治療或是攻擊敵人的醫師，為了治療病患而設立診所。
瓦爾基麗（バルキリー）
最高等的女魔物，在孩童時期就有很大的力量。從過去一直以來都是獨自一人和イカ男爵的部下戰鬥。
雷太鼓
最高等的女魔物，イカ男爵的部下，擅長操控雷電。
バトルノート
擅長指揮作戰的軍人。表面是イカ男爵的部下，實際上想等待時機反抗イカ男爵。過去和瓦爾基麗、雷太鼓是老朋友，對於瓦爾基麗被捕遭到拷問戰士的凌虐感到內疚。
はずれ女
就連喜歡女魔物的キラ也不想接觸，會用大叔的腔調說些英文單字，蠻橫不懂禮儀。
神風
最高等的女魔物，擅長使用弓箭。
デス子
喜歡殺戮的死神，能用鐮刀攻擊和吸取靈魂。
髪長姫
已結婚的有夫之婦，能用長髮進行攻擊。
中華天天（中華てんてん）
和バニラ一樣為了打倒イカ男爵尋求エリナ並且成為她的従魔，簡稱天天（てんてん）。使用鐵球攻擊敵人，喜歡收集食材擅長製作中華料理。討厭用食材玩耍的人，因此常常和將金槍魚當武器的香草船長爭吵。
克拉肯（クラーケン）
過去和還尚未變成イカ男爵的イカマン是相愛的一對戀人，但イカマン變成イカ男爵卻拋棄她尋找其他新娘。女魔物們中唯一沒有受到イカ男爵的詛咒。

### 其他
イカ男爵
原本是實力最弱的男魔物イカマン，在吞食紅色命運之後身體異變成為イカ男爵並且得到強大力量。然而身體異變也導致只能射精一次，因此拋棄過去的戀人而尋找其他相配的新娘。
拷問戰士（拷問戦士）
イカ男爵的部下。對イカ男爵非常忠誠，擅長拷打和使用藥劑來對付有反抗企圖的女魔物。
女殺（女殺し）
イカ男爵的部下。可愛幼兒的外貌使女魔物無法攻擊，是女魔物們的天敵。
洋子
泉之妖精。
キラ
美型男外貌的惡魔。喜歡幫助女魔物，俊俏的外貌能擄獲女魔物們的芳心，過去在ハニワ村時讓女ハニー們都追隨キラ一起離開村子。
倉之助
女僕先前服侍的武將ハニー。誤認為キラ消滅ハニワ村而尋找失散的同伴忠臣ハニー準備打倒キラ。
木乃伊人（ミイラマン）
喜好女色的大叔。身體缺水的時候會變成乾條狀態。
リサ
バッチ的従魔メイドさん。
紅色命運（赤い運命）
從天空墜落的紅寶石，真實原貌是未知生命體。

## 工作人員
- 劇本：イマーム、とり[4]
- 原畫

MIN-NARAKEN：レオ、エリナ、キャプテンバニラ、クスシ、中華てんてん、へびさん、雷太鼓、神風、髪長姫、デス子
ちょも山：きゃんきゃん、セクシーナイト、コンテ、ズかっぱ、ちょーちん、言霊、サルファ
むつみまさと：メイドさん、サワー、山のサチ、海のサチ、フローズン、とっこーちゃん、バトルノート
織音：やもりん、カメ子・ちゃぷちゃぷ、まじしゃん、はりまおー、バルキリー、クラーケン、男の子モンスター
月餅：スケッチ、ねこまたまた
TADA：はずれ女
桐島千夜：男の子モンスター
- SD原畫：ドラ之介モグ太
- 音樂：NEY
- 背景：よーいちろー、なかじー
- 監製：TADA

## 評價
2005年在Getchu.com舉辦的2005年美少女遊戲排名中獲得系統部門第8名。

## 相關商品

### 小說
- GALZOOアイランド サファイア

作者：高橋恆星　插畫：止田卓史　出版社：HARVEST出版　發售日：2006年12月1日　ISBN 978-4434085604
- GALZOOアイランド ルビー

作者：高橋恆星　插畫：武藤此史　出版社：HARVEST出版　發售日：2007年3月1日　ISBN 978-4434102783

### CD
- Alicesoft Sound Album Vol.7 GALZOOアイランド[6]

發行：ALICESOFT　發售日：2014年12月10日

## 外部連結
- 官方網站（页面存档备份，存于）（日語）